# 太平洋数码广场
太平洋数码广场為专营各种电脑配件数码产品的大型商城，多家电脑配件品牌的地区总部以及大型连锁经营店、总代理店都落户于此。隶属于太平洋科技发展集团。太平洋科技发展集团的起家始于1994年5月30日，广州太平洋电子科技交易市场的成立。此後在北京、广州、上海这三座城市开设了五座大型电脑商城。